# 대번역 운동
대번역 운동(중국어 간체자: 大翻译运动, 정체자: 大翻譯運動, 병음: Dà Fānyì Yùndòng 다판이 윈둥[*], 영어: The Great Translation Movement, TGTM 더 그레이트 트랜슬레이션 무브먼트[*])은 2022년 러시아의 우크라이나 침공 시기에 중화인민공화국(이하 중국)의 인터넷 여론 내용을 번역하기 위하여 등장한 인터넷 단체 운동이다. 이 운동은 중국공산당 산하 매체의 일부 보도, 중국 국민에 대한 중국공산당의 "통제 및 세뇌", 중국의 인터넷에서 친러·반서방 감정·국수주의를 표방하는 의견, 중국의 여러 도시에서 시행된 제로코비드(제로코로나) 정책하의 부정적인 사회 풍경을 전달하여 국내외 중국인들이 중국 대륙의 가짜 뉴스 및 정치 선전으로부터 이탈하도록 유도한다.
2022년 3월 17일에 공개된 대번역 운동 공식 트위터 성명에 따르면 그 목적은 흑색칠이 아니라 '거짓말'을 충실히 번역하여 사람들을 '각성'시키고 중국을 '자유 민주주의 체제', '헌정'으로 이끄는 것이라고 한다. 중국 대륙의 언론은 이 운동이 중국의 소셜 미디어에서 일부 과격한 발언을 가지고 고의로 중국을 비방하는 행동이라고 비판했다. 영국 신문 《가디언》은 대번역 운동이 영어권 독자들이 중국의 관영 매체가 러시아의 우크라이나 침공을 분석하고 평가하는 방법을 이해할 수 있는 정보의 원천이 되었다고 지적했다.

## 기원
대번역 운동은 레딧의 여러 서브레딧에서 시작되었으며 참가자들은 러시아의 우크라이나 침공을 지지하는 중국의 인터넷 여론을 번역하고 이를 외국 플랫폼에 게시할 것을 요구했다. 이들은 "진짜 문명 사회와 하나가 되어 자신의 우매함을 부끄럽게 생각한다."는 희망도 전했다.
2022년 러시아의 우크라이나 침공이 시작된 이후에 환구시보, 중국중앙텔레비전(CCTV), 인민일보 등 중국의 관영 매체들은 보도 방식에 대한 의혹을 받았다. 특히 중국공산주의청년단(공청단) 중앙위원회는 러시아의 우크라이나 침공이 시작된 날인 2022년 2월 24일에 중국의 온라인 영상 플랫폼 빌리빌리의 공식 계정에 소련 시대의 가곡인 《카튜샤》의 표준 중국어판 동영상을 게시했는데 이는 전쟁에 대한 '오락화 조작'으로 해석되었고 심지어 러시아의 우크라이나 침공을 지지하는 표현으로 해석되기도 했다. 침공이 있기 이틀 전에 《신경보》의 국제 코너인 〈세면〉(世面)은 실수로 공식 웨이보를 통해 침공 관련 내용에 대한 심의 관련 규정 통보를 보도 자료로 공개했는데 특히 "러시아에 불리하거나 친서방 성향을 가진 내용" 등을 게재할 것을 요구했다.
중국의 민간 여론도 주목의 대상이 되었다. 미국의 소리(VOA) 방송에 따르면 러시아의 전면적인 침공 초반에 중국의 소셜 미디어에는 러시아의 침공 행위를 지지하거나 러시아의 입장을 지지하는 발언이 등장했고 블라디미르 푸틴 러시아 대통령을 서방 세계에 도전하는 영웅으로 찬양하는 등 논란이 많았다고 한다. 중국의 여론 형성 공간에서는 전쟁에 반대하는 일부 목소리도 있었지만 강력한 공격을 받았고 소셜 네트워크 서비스(SNS)에 의해 차단당하거나 삭제당했다. 외신들은 러시아의 언론만이 결국 중국의 여론 가시권에 남아있다고 지적했다.

## 구체적인 사건
대번역 운동은 공식적인 트위터 계정이 있지만 일반적으로 탈중앙화 운동으로 간주된다. 번역의 내용은 다양한 편이며 아래에 언급된 내용에만 국한되지 않는다.

### 러시아의 우크라이나 침공
2022년 2월부터 중국의 인터넷과 소셜 미디어를 번역하던 과정에서 몇몇 네티즌들이 "우크라이나 미녀를 수입하자" 등의 부적절한 발언을 한 사실이 확인되었다. 일부 매체의 보도에 따르면 중국의 네티즌들이 러시아의 침공을 받은 우크라이나를 조롱하던 발언이 국외로 전파되어 우크라이나의 반중국 물결을 일으켰고 우크라이나 현지에 체류하던 중국 시민들이 신변 위험에 처했다고 한다. 또한 중국의 일부 네티즌들은 전쟁을 빌미로 대만을 무력으로 통일할 것을 선전했다.
대번역 운동을 시작한 레딧의 서브섹션 가운데 하나인 r/chonglangTV는 3월 2일에 사생활을 폭로한다는 이유로 해체되었다. 인터뷰에 응한 이 레딧 회원은 최근 중국 국민들이 SWIFT를 통해 우크라이나에 돈을 기부하는 것을 막기 위해 상하이에서 우크라이나로 송금하려는 것을 거부당했다고 주장하는 중국 금융업계 소속 웨이보 이용자의 신상정보를 폭로한 것과 관련이 있을 수 있다고 말했다. 하지만 해체 이유에 대해 관심이 쏠렸는데 일부 네티즌은 타인의 사생활 노출은 표면적인 이유일 뿐이고 실질적인 이유는 중국 정부의 검열 때문이라고 주장했다. 웨이보는 3월 6일에 "최근 국제적 이슈가 불거지면서 '우크라이나 미녀' 등 저속한 패러디, 전쟁 조롱 등 악플에 대한 단속을 강화하는 한편 관련 내용을 면밀히 추적해 검증했다."고 밝혔다. 사이트 측의 철저한 조사 끝에 플랫폼의 중요한 전파 노드, 규칙 및 핵심 계정이 발견되었고 극단적인 배타적 발언을 봉쇄하기 시작했다. 또한 웨이보는 관심 있는 사람이 더 이상 여론을 조작하지 않도록 사용자의 게시물 위치를 보여주겠다고 밝혔다.
대번역 운동의 공식 트위터 계정은 3월 16일에 중국의 네티즌들이 우크라이나 여군, 유명 배우들의 국가 보위에 대해 토론하다가 전사한 게시물을 계속 올렸는데 많은 중국 국민들이 샴페인을 터뜨릴 정도로 축하를 선언했다고 전했다. 대번역 운동은 중국 국민들이 전쟁 자체의 잔혹함을 간과하고 있다고 지적했다.
대번역 운동은 3월 28일에 자신들이 중국 내에서 이룩한 '성과'를 발표하면서 "대번역 운동의 소재가 중국에서 파괴되고 극단적 민족주의를 소개하는 계정이 폐쇄되었다."고 밝혔다. 대번역 운동은 "교육위원회는 각 학교에 러시아-우크라이나 정세 수업 준비를 중단하고 평화와 올바른 가치를 가르치라고 통보했다. 일본에서 일어난 지진과 관련된 동영상에는 일본을 조롱하는 댓글이 대거 삭제되었고 일본에 대한 동정 여론만 남게 되었다."고 전했다.

### 2022년 3월 상하이 코로나19 대유행
대번역 운동은 중국 상하이가 코로나19 범유행으로 인하여 봉쇄당한 이후에 벌어진 난맥상, 중국 정부의 코로나19 대응 방식을 옹호한 관리의 발언을 번역했는데 그 내용은 더 이상 인터넷에 국한되지 않았다. 그 중에서도 주목을 받은 것은 자오리젠 중국 외교부 대변인이 "전염병 퇴치 기간 동안에 중국에서 생활할 수 있다면 너희들은 몰래 즐기거라!"라고 발언한 것이었다. 또한 주인이 양성 판정을 받았다는 이유만으로 방역 요원이 반려견을 때려 숨지게 했다는 주민들의 증언이 나왔다. 또한 방역을 명분으로 국민들을 통제하는 중국 정부의 정책을 번역하기 시작했다. 대번역 운동은 2022년 4월 10일에 베이징의 한 동네가 공표한 코로나19 통제 명령을 번역하면서 조지 오웰의 소설 《1984》를 연상시킨다고 지적했다.

### 컬럼비아 대학교 입학 거부 사건
2022년 4월 중순에 미국 컬럼비아 대학교에 입학한 한 중국 출신 유학생이 위챗에 중국어로 "총을 사서 미국인을 죽이겠다."고 말한 사실이 전해졌다. 대번역 운동은 컬럼비아 대학교에 해당 소식을 전달했다. 해당 학생의 행동을 직접 확인한 컬럼비아 대학교는 "최근 뉴욕에서 발생한 지하철 테러라는 비극을 감안한 것"이라고 밝히면서 학교 측이 안전 문제를 매우 중시하고 있다고 지적했다. 컬럼비아 대학교는 "위챗에서의 발언은 학교 측의 기대에 부합하지 않으며 용납될 수 없는 행위이다."라고 밝히고 해당 학생을 학교에서 제적시켰다. 중국의 일부 유학 정보 리뷰도 학생들이 올바른 가치관을 가지고 말과 행동에 신중해야 하며 언제나 "테러 관련" 발언을 해서는 안 된다고 강조했다.

### 아베 신조 피살 사건
2022년 7월에 일본 나라현 나라시에서 아베 신조 전 일본 내각총리대신이 자유민주당 선거 유세 도중에 피살당한 사건이 일어났다. 대번역 운동은 중국 대륙의 일부 네티즌들이 아베 신조 암살 사건에 쾌재를 불렀다고 밝혔다.

### 이태원 참사
2022년 10월 29일에 대한민국 서울에서 이태원 참사가 일어나자 중국의 극성 네티즌들은 주중국 대한민국 대사관의 공식 웨이보 계정이 2022년 10월 28일에 게재한 글에 해당 사건을 조롱하는 댓글을 게재했다. 이 글은 대번역 운동을 통해 레딧에 퍼졌는데 일부 네티즌들은 이를 같은 해 7월에 아베 신조 전 일본 총리가 피살당했을 때에 중국 네티즌들의 반응에 비유하기도 했다.

### 기타
미국에 서버를 둔 중국어 인터넷 포럼 사이트인 핀충은 2022년 3월 19일에 첫 화면에 '대번역 운동' 코너를 개설하고 '운동 구역 규칙'을 게시했다. 핀충은 사용자들이 개인의 안전을 보장하면서 스크린샷을 외국 네티즌들에게 유포하도록 독려했다. 이 때문에 핀충은 중국 해커들의 추가 공격을 받았다.
대번역 운동은 2022년 4월 1일에 공식 트위터에 "양심이 초심보다 더 귀중하다."며 "장강과 황하는 거꾸로 흐르지 않고 대번역의 물결은 결코 되돌아오지 않을 것"이라고 밝혔다. '일인민보'(日人民報)라는 가상의 신문은 중국 관영 웹사이트 가운데 하나인 해외망에서 제시한 반대 의견에 대응하여 역내 파시즘 언론을 관리하는 당국의 직무 유기를 비난하고 역외의 반중 감정도 중국 정부가 스스로 일으킨 것이라고 정의했다. 이 밖에도 시진핑 중국 국가주석 겸 중국공산당 총서기에 대한 중국 대륙의 개인 숭배, 중국 대륙의 코로나19 범유행에 대응하기 위한 과도한 핵산 검사, 중국 정부의 제로코비드(제로코로나) 정책 등을 풍자했다.
4월 2일에는 대번역 운동의 공식 트위터 계정이 한동안 접속 제한 상태에 놓였는데 4월 3일 저녁 7시를 기해 접속 제한이 해제되었다. 대번역 운동의 공식 트위터 계정은 "많은 어려움이 있지만 물러서지 않고 사회주의의 철권을 향해 가운데손가락과 웃음을 날렸다."고 밝혔다.
홍슈주 전 중국 국민당 주석은 신장 위구르 자치구를 방문한 자리에서 "신장 지역은 테러로 위험했지만 지금은 안전하다."고 말했다. 훙슈주의 이러한 발언은 대번역 운동에 의해 번역되었다.
트위터는 7월 28일 오전 1시경에 '트위터 규정 위반'을 이유로 대번역 운동 공식 트위터 계정을 동결했다가 다음날 오후 2시 30분경에 정상화했다. 7월 30일에는 대번역 운동 공식 트위터 계정이 이에 대응하는 성명을 발표했다. 한편 계정이 동결되기 직전에 후시진 전 환구시보 편집장이 중국인민해방군이 낸시 펠로시 미국 하원 의장의 대만 순방에 대응하기 위하여 군용기를 보냈다고 주장한 글을 번역했다고 대만 중앙통신사가 보도했다.
8월 9일에는 대번역운동 공식 트위터 계정이 트위터 인증 계정이 되었다.

## 반응

### 화교 공동체

#### 긍정 평가
중국공산당 중앙당교 소속 교수를 역임했던 정치학자인 차이샤는 대번역 운동에 대한 지지를 표명했다. 차이샤는 대번역 운동에 대해 "이 번역은 중국 인민을 독살시키는 중국공산당의 전체주의 이데올로기를 드러낼 뿐만 아니라 중국공산당의 대외 선전, 허위 정보, 거짓 서술, 오도된 여론 공간의 침투와 중독을 경계하도록 세계 정부와 국민들에게 상기시킨다."고 밝혔다.
중국의 일부 반체제 인사들은 "중국 검열 당국에 딜레마를 야기한다."는 이유로 이 운동을 지지했다. 이들은 "중국 민족주의자들이 작성한 극단주의자나 불온한 내용을 검열하는 것은 중국공산당의 지지자들을 소외시킬 수 있지만 그러한 내용을 검열하지 않는 것은 암묵적인 승인으로 끝난다."고 밝혔다.

#### 부정 평가
중국어로 된 위챗 게시판에 올라온 대번역 운동에 대한 비판론자들은 이 운동이 아시아계 미국인들에 대한 외국인 혐오증을 심화시킬 것이라고 주장한다. 또한 독일의 소리(DW)는 우크라이나 여자에 대한 여성혐오적인 댓글이 중국 대륙에만 국한된 것이 아니라 대만에도 있다고 언급했는데 중국의 일부 관리들은 그러한 댓글을 올리면서 "대만 분리주의 세력"이 중국 대륙에 거주하는 주민인 척한다고 비난하기까지 했다.
대번역 운동을 지지하는 중국의 전직 외교관인 한양은 중국 인민을 잔인하고 피에 굶주린 것으로 묘사하려는 대번역 운동의 일부 구성원들의 욕구에 동의하지 않는다고 말했다. 그는 이것이 중국의 국영 언론이 이러한 운동을 불신하는 데 도움이 된다고 지적했다.

### 중국 관영 매체
중국의 관영 매체들은 대번역 운동을 비판하면서 "체리 따기 콘텐츠"라고 표현했다. 특히 환구시보는 대번역 운동이 미국의 소리를 비롯한 서방 세계의 언론의 지원을 통해 중국의 인터넷에서 극단적인 성향을 가진 논평을 선별적으로 번역하고 있는 "희극"이라고 주장했다.
중국의 언론인인 탕징타이는 중국의 국영 매체인 상하이 유나이티드 미디어 그룹에서 운영하는 온라인 잡지인 식스톤(Sixth Tone)에 게재한 기사를 통해 대번역 운동이 온라인 연설의 "홀 모니터"로 자리매김함으로써 중국 국민에 대한 편견을 증가시키고 있다고 지적했다. 상하이 유나이티드 미디어 그룹이 운영하는 디지털 신문인 더 페이퍼에 게재된 사설은 대번역 운동을 반러시아, 반중국 운동으로 묘사했다.

### 기타
미국 CNN은 언론 전문가들이 "이 게시물들은 중국 내 여론에 대한 전체적 관점을 보여주지 않는다. 적어도 부분적으로 충격적 가치를 위해 선택된 것처럼 보이지만 여전히 중국 미디어 영역의 이러한 요소들을 밝히는 데 유용할 수 있다."고 경고했다고 언급했다. CNN은 또한 중국과 나치 독일을 비교하는 것과 같은 이 단체의 편견에 주목했다.
전문가들은 중국인들의 생각을 결정하기 위해 온라인 정서를 이용하는 것에 대해 경고했다. 캘리포니아 대학교 버클리 언론대학원의 샤오창 교수는 "대번역 운동은 중국 정부의 통신 기계를 교란시켰다... 그래서 중국 정부가 화가 난 것이다."라고 지적했다.

## 같이 보기
- 2022년 러시아의 우크라이나 침공과 중국
- 밀크티 동맹